# Eutropi de Saintes
Per a d'altres sants del mateix nom, vegeu: Eutropi d'Aurenja
Eutropi de Saintes (Roma o Pèrsia, s. I o III - Saintes, Charente Maritime, s. I o ca. 250) és un sant llegendari que, segons la tradició, el primer bisbe de Saintes (Poitou-Charentes, França). És venerat com a sant per diverses confessions cristianes.

## Historicitat
La seva vida presenta moltes llacunes i un caràcter llegendari, i no se sap del cert si realment va existir ni quan. Les fonts més antigues són tardanes, i no se'n troben notícies fins al final del segle vi. Gregori de Tours esmenta la tradició del martiri d'Eutropi a In gloria martyrum, situant-lo a mitjan segle iii, però remarca que es tractava d'un sant desconegut fins al 590, quan el bisbe Pal·ladi de Saintes en va fer traslladar les relíquies que s'havien trobat llavors. La tradició fou transmesa per Venanci Fortunat al segle vi.

## Llegenda
Laurent Audiat sistematitza les llegendes sobre el sant al segle xix. A partir d'ella, s'estableix que Eutropi era originari de Roma o Pèrsia, i de nissaga reial, fill d'un rei anomenat Xerxes. Anà a Palestina atret per l'anomenada de Crist i hi trobà el també llegendari Marcial de Llemotges; a Palestina esdevingué el "tretzè apòstol" i presencià l'entrada de Crist a Jerusalem. Quan Crist fou detingut, Eutropi marxà a Pèrsia per reclutar un exèrcit i tornar a alliberar Jesús, i en assabentar-se'n de la mort, feu matar els jueus de Pèrsia.
En tornar a Palestina, fou enviat a evangelitzar la Gàl·lia al segle i, pel papa Climent I, o en el 250 per Fabià I, com a company de Sant Dionís de París. Segons la llegenda que el situa en el temps apostòlic, anà a França en l'expedició que hi portà Maria Magdalena, Llàtzer de Betània i altres companys, que desembarcà a Santes Maries de la Mar.
Variants de la llegenda diuen que acompanyà Dionís de París, Marcial de Llemotges o, fins i tot, Sant Pere apòstol, i arribà a Saintes, on s'instal·la. Visqué com a eremita prop de Saintes (Charente-Maritime) i convertí al cristianisme molta gent, entre ells la filla del governador, Eustela. La llegenda diu que el governador, enrabiat, va fer matar: contractà una banda de malfactors perquè matessin el bisbe, i aquests l'atacaren, provocant la mort de dues mil persones i li obriren el cap d'un cop de destral.
Eustela i altres deixeble recolliren el cos d'Eutropi i el sebolliren al jardí de la jove. La tomba esdevingué meta de pelegrinatge. Posteriorment, la mateixa Eustela fou decapitada per ordre del seu pare i sebollida vora Eutropi.

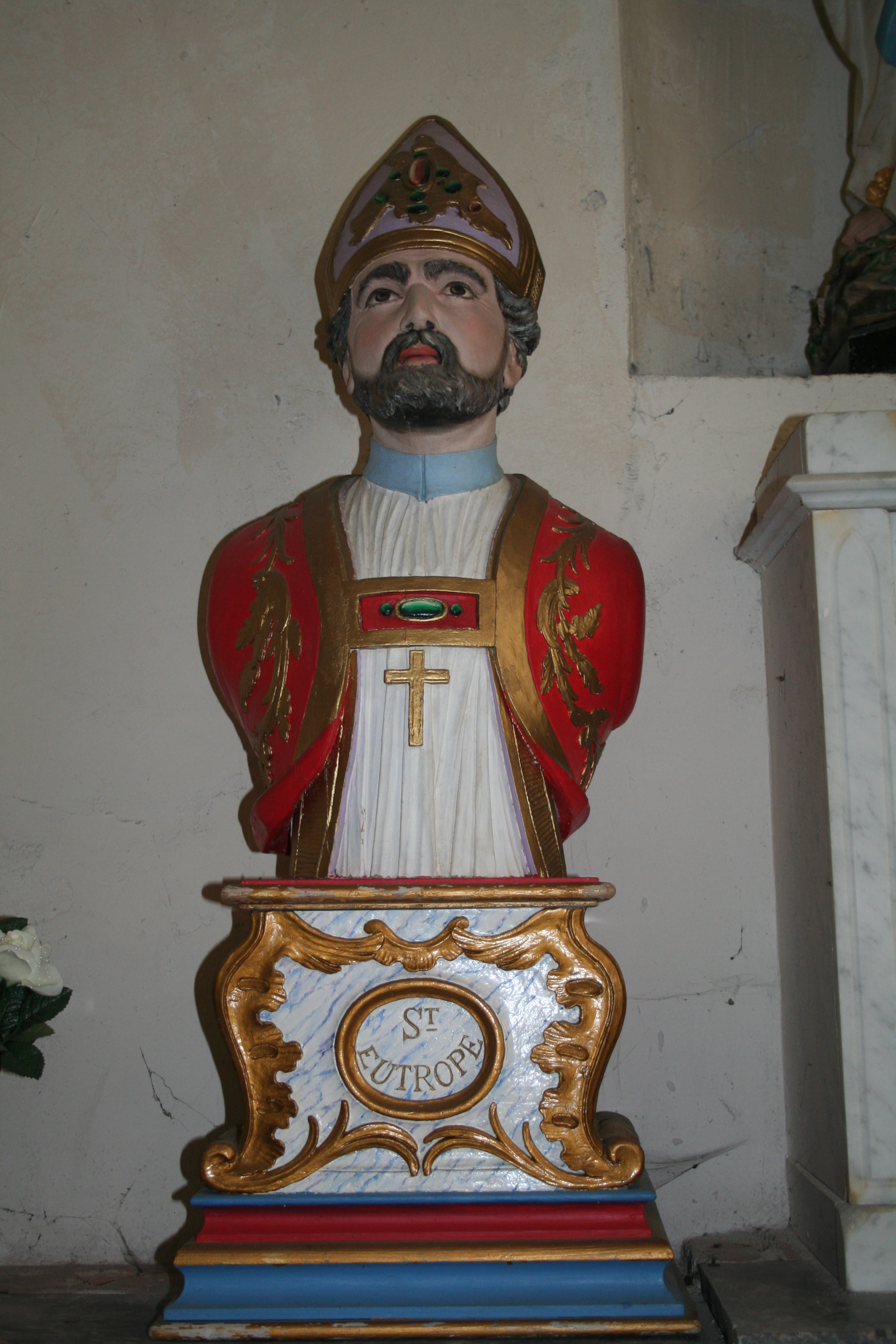
Bust a Castanet-le-Haut
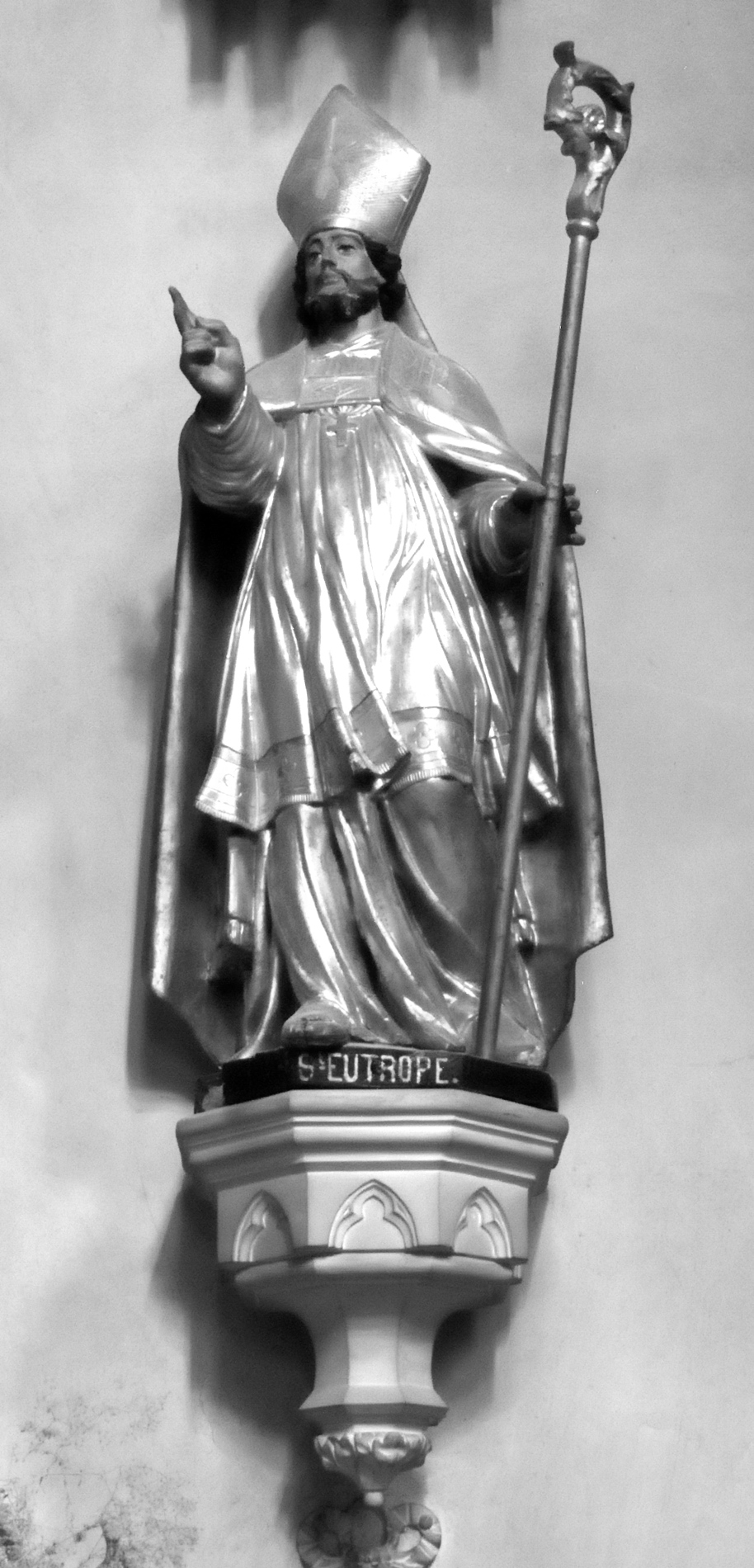
Talla del sant a Clarmont
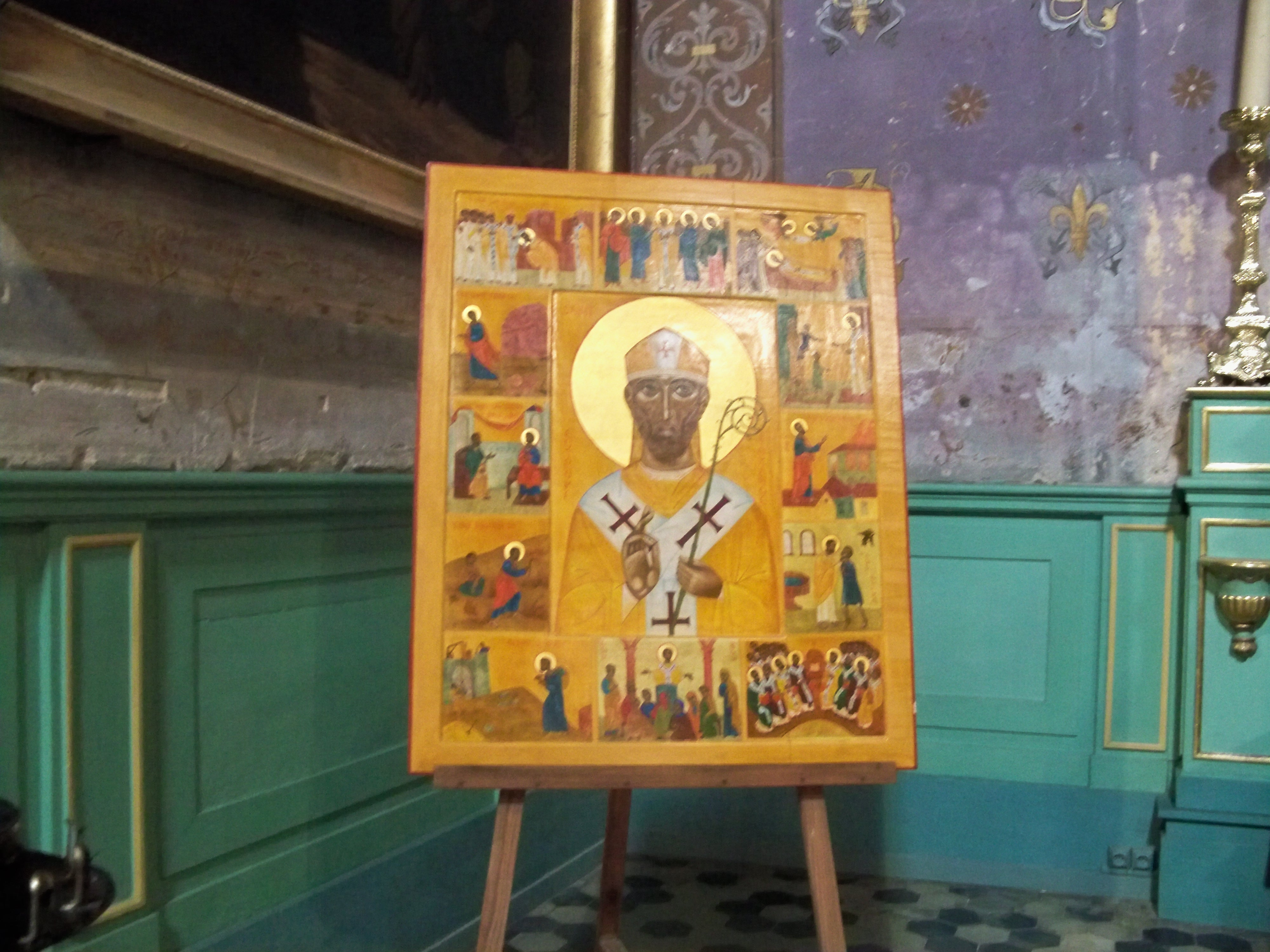
Icona amb el sant (Aurenja, N. D. de Nazareth)

## Veneració
Al final del segle vi, quan era bisbe de Saintes Pal·ladi, es trobà un sarcòfag a Saintes i en obrir-lo, es digué que tenia un cop de destral al crani, atribuint-ne les restes a Eutropi. La tradició diu que aquella nit, dues de les persones que l'havien trobat tingueren una aparició del sant en somnis que els revelà la seva identitat. El sarcòfag és avui a la cripta de la basílica de Saint-Eutrope de Saintes.
El culte al sant es difongué sobretot a l'antic Poitou, fins a Bordeus, i a la Bretanya, on és molt popular.

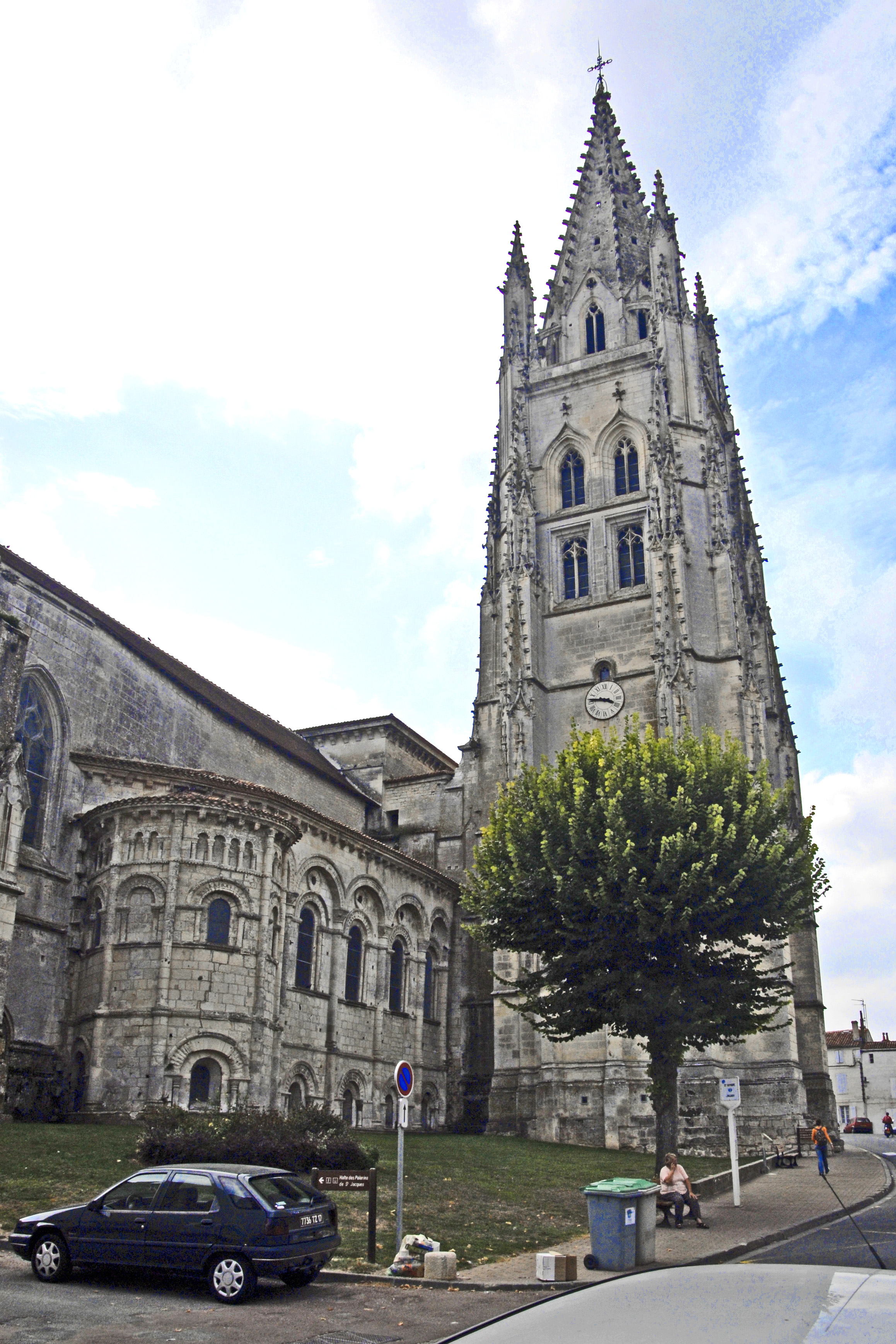
Basílica de Saint-Eutrope de Saintes
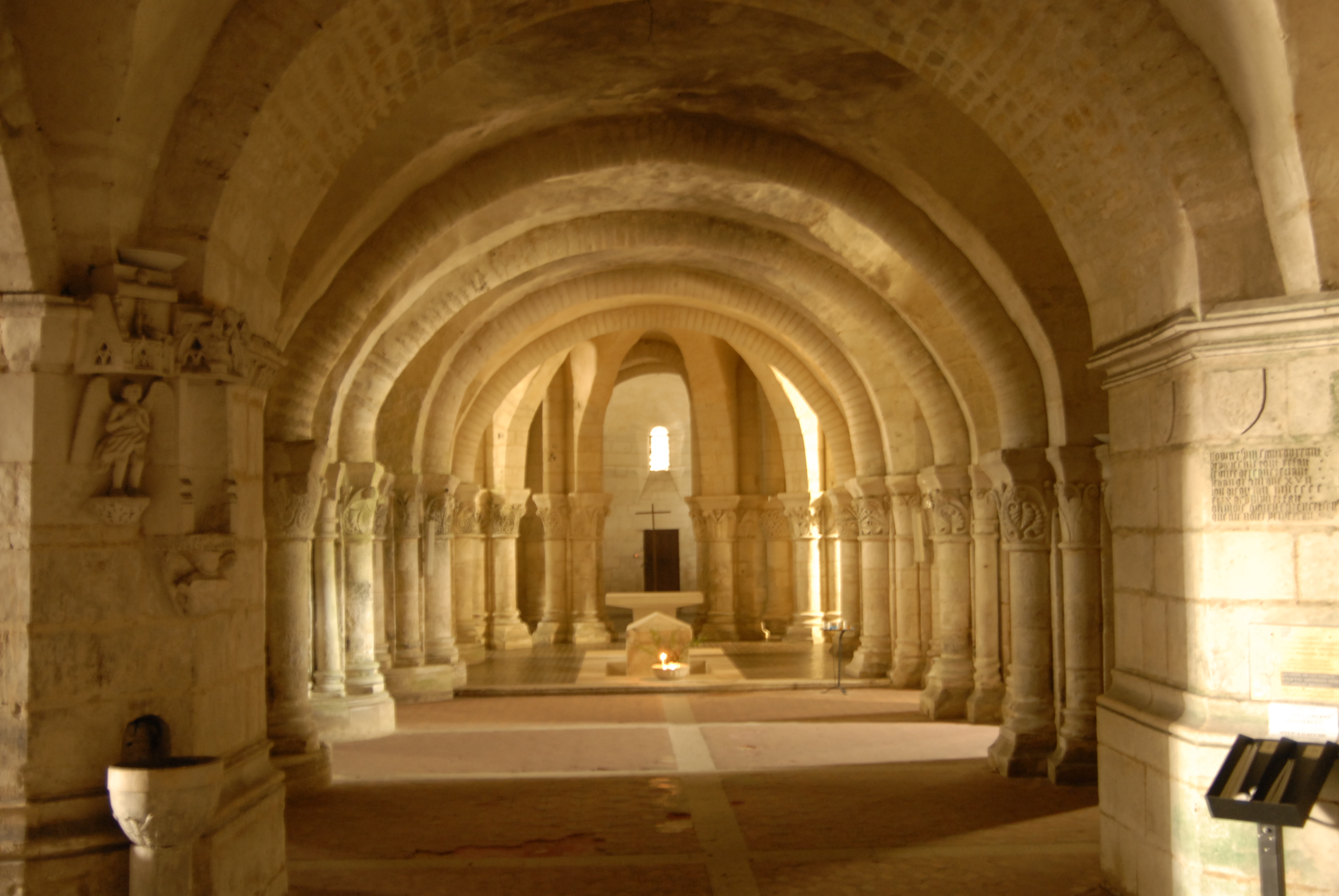
Cripta de Saint-Eutrope
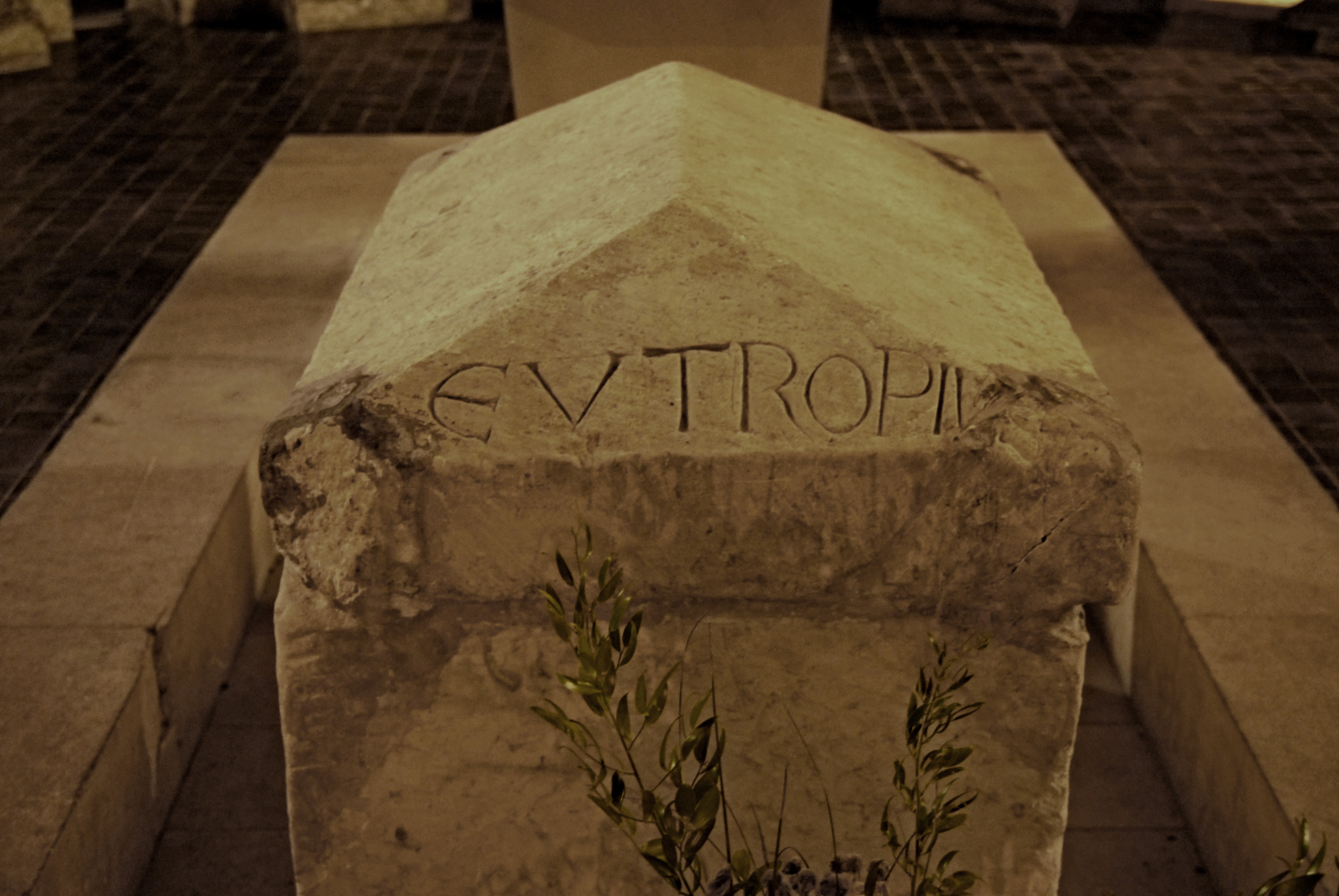
Sarcòfag del sant a la cripta
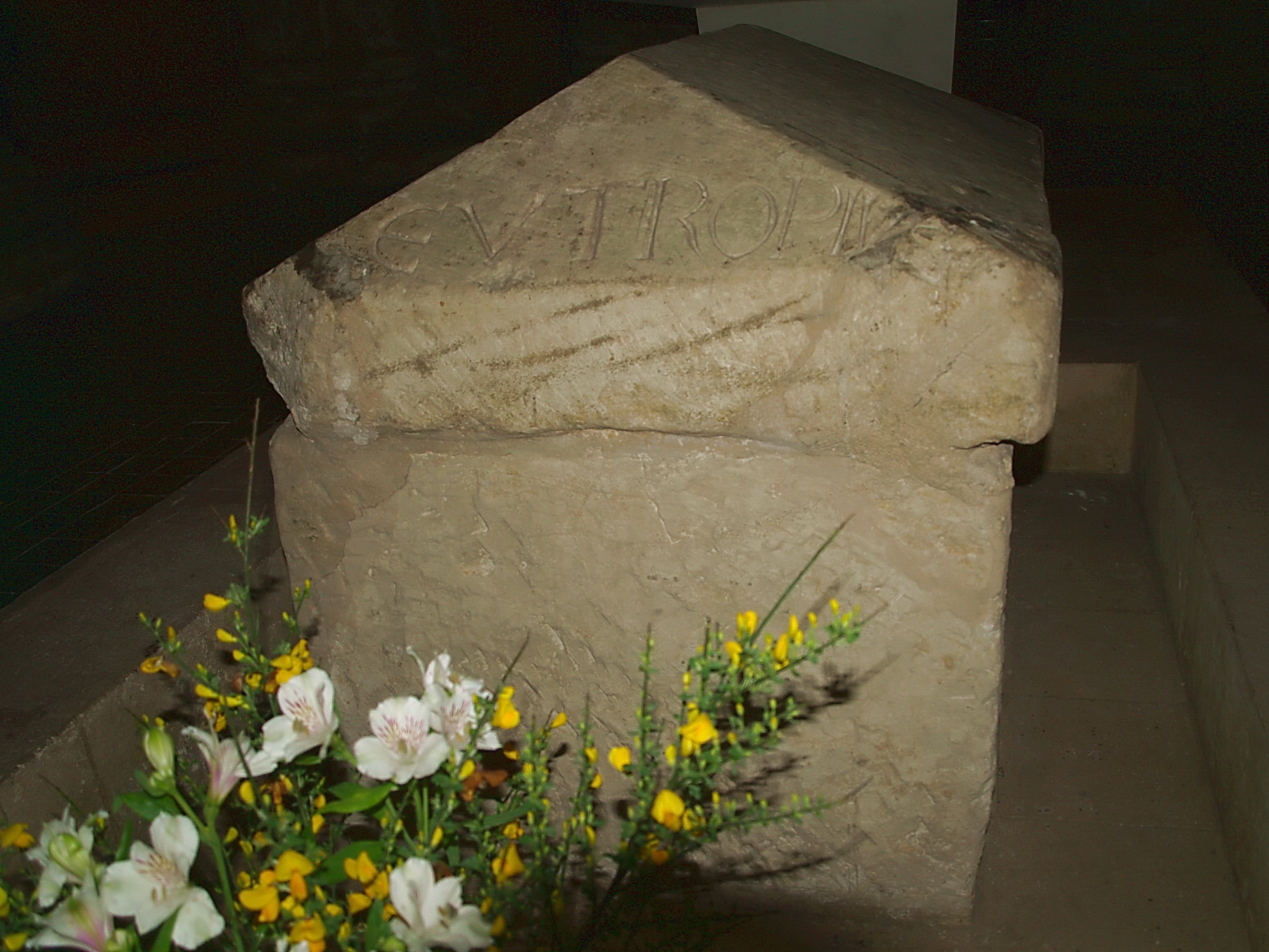
Tomba del sant a Saint-Eutrope de Saintes